# Norquay
Norquay is een plaats (town) in de Canadese provincie Saskatchewan en telt 485 inwoners (2001).